# Grosbreuil
Grosbreuil là một xã ở tỉnh Vendée trong vùng Pays de la Loire, Pháp. Xã này có diện tích 36,33 km², dân số năm 2006 là 1748 người. Xã này nằm ở khu vực có độ cao trung bình 40 mét trên mực nước biển.

## Biến động dân số
| Năm | 1962  | 1968 | 1975  | 1982  | 1990  | 1999  |
| --- | ----- | ---- | ----- | ----- | ----- | ----- |
| Dân số | 1 136 | 961  | 1 033 | 1 091 | 1 257 | 1 748 |
| From the year 1962 on: No double counting—residents of multiple communes (e.g. students and military personnel) are counted only once. |       |      |       |       |       |       |